# Шейх Селим теке
Шейх Селим теке (на македонска литературна норма: Шех Селим Теќе) е халветийско теке, намиращо се в град Кичево, Република Македония. Текето е действащо и в него се извършват активно ислямски обреди.
Според главата на Хаяти Баба теке Али Фуат Селимоски, текето е основано в 1720 година, когато трима братя, искащи да разширят влиянието на тариката, се установяват и основават текета в Радовиш, Кичево и Струга.